# 60 mètres masculin aux championnats du monde d'athlétisme en salle 2018
Pour un article plus général, voir Championnats du monde d'athlétisme en salle 2018.
Navigation
2016 2022
L'épreuve du 60 mètres masculin des championnats du monde en salle 2018 se déroule le 3 mars 2018 à la Barclaycard Arena de Birmingham, au Royaume-Uni.

## Résultats

### Finale
| Rang               | Couloir | Athlète           | Nationalité | Temps | Notes |
| ------------------ | ------- | ----------------- | ----------- | ----- | ----- |
| Médaille d'or      | 4       | Christian Coleman | États-Unis  | 6.37  | CR    |
| Médaille d'argent  | 3       | Su Bingtian       | Chine       | 6.42  | AR    |
| Médaille de bronze | 6       | Ronnie Baker      | États-Unis  | 6.44  |       |
| 4                  | 5       | Xie Zhenye        | Chine       | 6.52  | PB    |
| 5                  | 7       | Hassan Taftian    | Iran        | 6.53  |       |
| 6                  | 1       | Ján Volko         | Slovaquie   | 6.59  |       |
| 7                  | 8       | Sean Safo-Antwi   | Ghana       | 6.60  |       |
| 8                  | 2       | Emre Zafer Barnes | Turquie     | 6.64  |       |

### Demi-finales
| Rang | Série | Couloir | Athlète                 | Nationalité                | Temps | Notes |
| ---- | ----- | ------- | ----------------------- | -------------------------- | ----- | ----- |
| 1    | 2     | 3       | Christian Coleman       | États-Unis                 | 6.45  | Q     |
| 2    | 3     | 4       | Ronnie Baker            | États-Unis                 | 6.52  | Q     |
| 3    | 1     | 6       | Su Bingtian             | Chine                      | 6.52  | Q     |
| 4    | 2     | 5       | Xie Zhenye              | Chine                      | 6.57  | Q     |
| 5    | 3     | 8       | Hassan Taftian          | Iran                       | 6.57  | Q     |
| 6    | 3     | 3       | Ján Volko               | Slovaquie                  | 6.58  | q     |
| 7    | 2     | 4       | Emre Zafer Barnes       | Turquie                    | 6.58  | q     |
| 8    | 1     | 8       | Sean Safo-Antwi         | Ghana                      | 6.59  | Q, SB |
| 9    | 1     | 3       | Arthur Cissé            | Côte d'Ivoire              | 6.59  |       |
| 10   | 2     | 6       | Ben Youssef Meïté       | Côte d'Ivoire              | 6.59  |       |
| 11   | 1     | 7       | Everton Clarke          | Jamaïque                   | 6.63  |       |
| 12   | 3     | 6       | Abdullah Abkar Mohammed | Arabie saoudite            | 6.63  |       |
| 13   | 3     | 1       | Andrew Robertson        | Grande-Bretagne            | 6.63  |       |
| 14   | 2     | 7       | Kimmari Roach           | Jamaïque                   | 6.65  |       |
| 15   | 1     | 5       | Remigiusz Olszewski     | Pologne                    | 6.65  |       |
| 16   | 3     | 5       | Warren Fraser           | Bahamas                    | 6.66  | SB    |
| 17   | 3     | 2       | Dominik Záleský         | Tchéquie                   | 6.67  |       |
| 18   | 1     | 2       | Ángel David Rodríguez   | Espagne                    | 6.67  |       |
| 19   | 3     | 7       | Michael Pohl            | Allemagne                  | 6.71  |       |
| 20   | 2     | 8       | Odain Rose              | Suède                      | 6.74  |       |
| 21   | 2     | 1       | Tosin Ogunode           | Qatar                      | 6.77  |       |
| 22   | 1     | 1       | Jean-Yann de Grace      | Maurice                    | 6.83  |       |
|      | 1     | 4       | Chijindu Ujah           | Grande-Bretagne            | DQ    | 162.8 |
|      | 2     | 2       | Kim Collins             | Saint-Christophe-et-Niévès | DNS   |       |

### Séries
| Rang | Série | Couloir | Athlète                         | Pays                        | Temps | Notes |
| ---- | ----- | ------- | ------------------------------- | --------------------------- | ----- | ----- |
| 1    | 7     | 4       | Ronnie Baker                    | États-Unis                  | 6.57  | Q     |
| 2    | 4     | 4       | Emre Zafer Barnes               | Turquie                     | 6.58  | Q     |
| 3    | 2     | 4       | Su Bingtian                     | Chine                       | 6.58  | Q     |
| 4    | 5     | 5       | Chijindu Ujah                   | Grande-Bretagne             | 6.59  |       |
| 5    | 7     | 3       | Abdullah Abkar Mohammed         | Arabie saoudite             | 6.62  | Q     |
| 6    | 4     | 2       | Xie Zhenye                      | Chine                       | 6.62  | Q     |
| 7    | 6     | 7       | Ben Youssef Meité               | Côte d'Ivoire               | 6.63  | Q     |
| 8    | 6     | 6       | Remigiusz Olszewski             | Pologne                     | 6.65  | Q     |
| 9    | 5     | 8       | Arthur Cissé                    | Côte d'Ivoire               | 6.66  | Q     |
| 10   | 3     | 7       | Ján Volko                       | Slovaquie                   | 6.66  | Q     |
| 11   | 5     | 1       | Sean Safo-Antwi                 | Ghana                       | 6.66  | Q     |
| 12   | 6     | 4       | Everton Clarke                  | Jamaïque                    | 6.70  | Q     |
| 13   | 2     | 8       | Warren Fraser                   | Bahamas                     | 6.71  | Q     |
| 14   | 5     | 4       | Ángel David Rodríguez           | Espagne                     | 6.71  | q     |
| 15   | 2     | 7       | Kimmari Roach                   | Jamaïque                    | 6.71  | Q     |
| 16   | 1     | 6       | Christian Coleman               | États-Unis                  | 6.71  | Q     |
| 17   | 6     | 3       | Tosin Ogunode                   | Qatar                       | 6.72  | q     |
| 18   | 4     | 8       | Michael Pohl                    | Allemagne                   | 6.73  | Q     |
| 19   | 3     | 3       | Hassan Taftian                  | Iran                        | 6.74  | Q     |
| 20   | 3     | 2       | Dominik Záleský                 | Tchéquie                    | 6.74  | Q     |
| 21   | 4     | 6       | Andrew Robertson                | Grande-Bretagne             | 6.74  | q     |
| 22   | 1     | 7       | Odain Rose                      | Suède                       | 6.75  | Q     |
| 23   | 2     | 6       | Peter Emelieze                  | Allemagne                   | 6.77  |       |
| 24   | 1     | 4       | Kim Collins                     | Saint-Christophe-et-Niévès  | 6.77  | Q     |
| 25   | 7     | 7       | Jean-Yann de Grace              | Maurice                     | 6.78  | Q     |
| 26   | 2     | 2       | Keston Bledman                  | Trinité-et-Tobago           | 6.79  |       |
| 27   | 3     | 4       | Emmanuel Callender              | Trinité-et-Tobago           | 6.80  | SB    |
| 28   | 7     | 8       | Eric Cray                       | Philippines                 | 6.81  |       |
| 29   | 6     | 5       | Dylan Sicobo                    | Seychelles                  | 6.82  | NR    |
| 30   | 7     | 2       | Sibusiso Matsenjwa              | Swaziland                   | 6.82  | NR    |
| 31   | 5     | 3       | Ambdoul Karim Riffayn           | Comores                     | 6.88  |       |
| 32   | 3     | 6       | Sydney Siame                    | Zambie                      | 6.88  |       |
| 33   | 4     | 5       | Lester Ryan                     | Montserrat                  | 6.90  | PB    |
| 34   | 5     | 7       | Shaun Gill                      | Belize                      | 6.96  | PB    |
| 35   | 4     | 1       | Christophe Boulos               | Liban                       | 6.99  |       |
| 36   | 6     | 2       | Nazmie-Lee Marai                | Papouasie-Nouvelle-Guinée   | 7.01  | PB    |
| 37   | 2     | 5       | Juan Carlos Rodriguez Marroquin | Salvador                    | 7.03  | NR    |
| 38   | 1     | 8       | Jonah Harris                    | Nauru                       | 7.03  | NR    |
| 39   | 6     | 1       | Umar Khayam Hameed              | Pakistan                    | 7.06  |       |
| 40   | 5     | 6       | Nick Junior Joseph              | Sainte-Lucie                | 7.07  | PB    |
| 41   | 6     | 8       | Adel Sesay                      | Sierra Leone                | 7.08  |       |
| 42   | 1     | 5       | Jacob El Aida                   | Malte                       | 7.09  |       |
| 43   | 4     | 3       | Francesco Molinari              | Saint-Marin                 | 7.17  |       |
| 44   | 2     | 3       | Holder da Silva                 | Guinée-Bissau               | 7.20  | SB    |
| 45   | 4     | 7       | Paul Ma'unikeni                 | Îles Salomon                | 7.32  | PB    |
| 46   | 3     | 8       | Alvin Marvin Martin             | États fédérés de Micronésie | 7.34  | PB    |
| 47   | 3     | 5       | Austin Hamilton                 | Suède                       | 7.35  |       |
| 48   | 1     | 3       | Zdeněk Stromšík                 | Tchéquie                    | 7.41  |       |
| 49   | 5     | 2       | Karalo Hepoiteloto Maibuca      | Tuvalu                      | 7.47  | NR    |
|      | 1     | 2       | Kemar Hyman                     | Îles Caïmans                | DQ    |       |
|      | 7     | 5       | Andrew Fisher                   | Bahreïn                     | DNS   |       |
|      | 7     | 6       | Abdur Rouf                      | Bangladesh                  | DNS   |       |

## Légende
Records et Performances
- AR : Record continental (area record)
- CR : Record des championnats (championship record)
- MR : Record du meeting (meet record)
- NR : Record national (national record)
- OR : Record olympique (olympic record)
- PR : Record paralympique (paralympic record)
- PB : Record personnel (personal best)
- SB : Meilleure performance personnelle de la saison (season's best)
- WL : Meilleure performance mondiale de l'année (world leader)
- WJR : Record du monde junior (world junior record)
- WR : Record du monde (world record)

Circonstances et Conditions
- DNF : N'a pas terminé (did not finish)
- DNS : N'a pas pris le départ (did not start)
- DQ : Disqualification (disqualification)
- NM : Aucun essai valable enregistré (No Mark)
- Q : Qualifié « directement » au prochain tour (ou à la prochaine compétition), lors d'une compétition majeure, grâce au classement ou à la réalisation des minima (automatic qualifier)
- q : Qualifié au prochain tour (ou à la prochaine compétition), lors d'une compétition majeure, grâce au repêchage ou à la réalisation de l'une des meilleures performances parmi celles des « non qualifiés directement » (grâce au meilleur temps ou à la meilleure distance par exemple) (secondary qualifier)